# Me... Myself
Pour plus de détails, voir Fiche technique et Distribution.
Me... Myself (ขอให้รักจงเจริญ, Khaw hai rak jong jaroen) est un film dramatique thaïlandais réalisé par Pongpat Wachirabunjong. Il est sorti en 2007.

## Synopsis
Un jeune homme battu par des pickpocket est renversé par une voiture. La conductrice, Oom le recueille chez elle, et découvre qu'il est devenu amnésique. Elle l'appelle Tan, et décide de l'héberger le temps qu'il retrouve la mémoire. Elle vit déjà avec son neveu Om. La présence de Tan va apporter des bouleversements dans sa vie : peu à peu les deux jeunes gens, en faisant connaissance, tombent  amoureux l'un de l'autre. Mais en même temps le passé de Tan refait surface...

## Fiche technique
- Titre international : Me... Myself
- Titre original :  ขอให้รักจงเจริญ (Khaw hai rak jong jaroen)
- Réalisation : Pongpat Wachirabunjong
- Scénario : Kongdej Jaturanrasamee
- Musique : Hualumpong Riddim et Vichaya Vatanasapt
- Photographie : Sayombhu Mukdeeprom
- Montage : Sunit Asvinikul et Muanfun Uppatham
- Pays : Thaïlande
- Genre : Drame, romance
- Durée : 110 minutes
- Sortie : 19 avril 2007

## Distribution
- Ananda Everingham : Tan, l'amnésique
- Chayanan Manomaisantiphap (ฉายนันทน์  มโนมัยสันติภาพ) : Oom, la gentille conductrice[2]
- Monton Annupabmard : Om, le neveu de Oom
- Direk Amattayakul (ดิเรก  อมาตยกุล) : Dr Kriangkrai
- Puttachat Pongsuchat : Boss
- Piya Wimookdayon : Krit
- Treepon Promsuwan : Aof